# Grand Central Railway
Grand Central Railway ist eine britische Eisenbahngesellschaft und ein Tochterunternehmen von Arriva. Die 2007 gegründete Gesellschaft betreibt ihre InterCity-Dienste, die London mit Nordengland verbinden, finanziell unabhängig vom britischen Verkehrsministerium und unterliegt daher auch keiner befristeten Konzession.

## Rollmaterial
Die Flotte der Grand Central Railway besteht aus: 2025 wurden neun Fünfwagenzüge des Typs A-Train bei Hitachi Rail bestellt.
| Vorhandene Fahrzeuge     |      |                     |         |        |          |          |            |
| Baureihe                 | Bild | Typ                 | Baujahr | Anzahl | Leistung | V/max    | Sitzplätze |
| Klasse 180 Adelante      |      | Triebwagen (Diesel) | 2001    | 10     | 2.796 kW | 200 km/h | 256        |
| Klasse 221 Super Voyager |      | Triebwagen (Diesel) |         | 2      |          | 200 km/h | 276        |

## Streckennetz
Grand Central Railway verkehrt lediglich auf einer sich gabelnden Hauptroute. Diese führt vom Bahnhof King’s Cross in London ohne Zwischenhalte über die East Coast Main Line nach Yorkshire, wo sie sich aufteilt: Die Nordroute führt über York nach Sunderland, die Westroute über Doncaster nach Bradford.